# ヤセル・アル＝カフタニ
ヤセル・アル＝カフタニまたはヤーセル・アル＝カフターニー（阿: ياسر القحطاني、英: Yasser Al-Qahtani、1982年10月10日 - ）は、サウジアラビア・アル・コバール出身の元サッカー選手。元サウジアラビア代表。ポジションはフォワード。
「スナイパー」の異名をとるサウジアラビアのエースストライカー。

## 経歴

### クラブ
アル・カーディシーヤで台頭を表し、2005年に533万ドルでアル・ヒラールに移籍。
2007年11月には、プレミアリーグのミドルスブラFCが興味を持っていると報道された。

### 代表
サウジアラビア代表として2006年のワールドカップ・ドイツ大会に出場。グループリーグ第1戦のチュニジア戦で得点を決めている。
2007年のアジアカップ2007では4ゴールを挙げ、高原直泰、ユニス・マフムードと共に得点王に輝いた。同年、アジア年間最優秀選手賞を受賞した。

## 代表歴

### 出場大会
- サウジアラビア代表
  - 2004年 AFCアジアカップ（グループリーグ敗退）
  - 2006年 FIFAワールドカップ（グループリーグ敗退）
  - 2007年 AFCアジアカップ（準優勝）
  - 2011年 AFCアジアカップ（グループリーグ敗退）

### 試合数
- 国際Aマッチ 112試合 41得点（2002年-2013年）[2]

| サウジアラビア代表 | 国際Aマッチ | 国際Aマッチ |
| 年                 | 出場        | 得点        |
| ------------------ | ----------- | ----------- |
| 2002               | 5           | 2           |
| 2003               | 7           | 1           |
| 2004               | 16          | 10          |
| 2005               | 10          | 1           |
| 2006               | 18          | 6           |
| 2007               | 17          | 13          |
| 2008               | 10          | 4           |
| 2009               | 15          | 3           |
| 2010               | 3           | 0           |
| 2011               | 7           | 0           |
| 2012               | 1           | 0           |
| 2013               | 3           | 1           |
| 通算               | 112         | 41          |

## タイトル

### クラブ
- 2005-2006 クラウンプリンスカップ 優勝
- 2006年 フェデレーションカップ 優勝
- 2007-2008 サウジ・プロフェッショナルリーグ 優勝
- 2007-2008 クラウンプリンスカップ 優勝
- 2008-2009 クラウンプリンスカップ 優勝
- 2009-2010 クラウンプリンスカップ 優勝
- 2009-2010 サウジ・プロフェッショナルリーグ 優勝
- 2010-2011 クラウンプリンスカップ 優勝
- 2010-2011 サウジ・プロフェッショナルリーグ 優勝
- 2011-2012 UAEリーグ 優勝
- 2012-2013 クラウンプリンスカップ 優勝
- 2015 サウジ・スーパーカップ 優勝
- 2015 サウジ国王杯 優勝
- 2015-2016 クラウンプリンスカップ 優勝
- 2016-2017 サウジ・プロフェッショナルリーグ 優勝
- 2017 サウジ国王杯 優勝
- 2017-2018 サウジ・プロフェッショナルリーグ 優勝

### 代表
- 2002年 アラブカップ 優勝
- 2003年 ガルフカップ 優勝

### 個人
- 2007年 アジアカップ 得点王
- 2007年 アジア年間最優秀選手賞